# 今城青坂稲実池上神社 (上里町忍保)
今城青坂稲実池上神社（いまきあおさかいなみいけがみじんじゃ）は、埼玉県児玉郡上里町忍保の利根川支流の烏川沿いにある神社。祭神は伊吹戸主命、豊受姫命の2柱。武蔵国賀美郡の延喜式内「今城青八坂稲実池上神社」の論社、旧社格は県社。

## 由緒
高度な稲作技術を持った渡来系氏族が、烏川沿岸の忍保に稲作の神「豊受姫命」を守護神として和銅4年（711）に創祀した。
その後、渡来系氏族の衰えにより荒廃し、「今城青八坂稲実池上神社」の社号は失われ「稲荷社」と呼ばれていたが、元弘年間（1331-1334）に新田義貞が金窪城の鬼門除けとして再建した。この時に鬼門除けのため、祓戸四神の一神「伊吹戸主命」が勧請されたと思われる。
延元3年（1338年）に季子義宗が金久保の領主となり、戦勝祈願した。
貞治2年（1363年）に関東管領となった上杉憲顕が金窪の領主となり、応安元年（1368年）に国境の平穏を祈った。
大永4年（1524年）に斎藤盛光が金窪城主となり、新田氏と同様に城の守護神とした。
天正10年（1582年）6月には、武蔵国賀美郡が織田信長の家臣の滝川一益と北条氏政ら北条軍の「神流川の戦い」で戦場となった。兵火により社殿が焼失した。
天正19年（1590年）1月に金窪の領主となった川窪信俊が、天正19年（1591年）に焼失した社殿を再建、神田が寄進された。川窪信俊は武田信玄の弟「武田信実」の子に当たる。
元禄7年（1694年）に、烏川の氾濫で社殿が流された。流された本殿を引き上げ、高くした基礎上に修繕を加えて再建した。
元禄11年（1698年）に、川窪信俊の孫、武田信貞が丹後国に転領した。
金窪城は廃城となり、当社は衰退していった。
元文3年（1738年）には、地頭から鳥居の再建、供米の奉納があった。
嘉永年間（1848年-1854年）には、地頭から社殿の修繕、神田が寄進された。
明治5年（1872年）には、社名を「稲荷社」から現在の「今城青八坂稲実池上神社」へ復称した。
社格 
- 明治5年（1872年） - 村社
- 明治32年（1899年）2月7日 - 県社
- 明治40年（1907年）1月12日 - 神饌幣帛料供進社

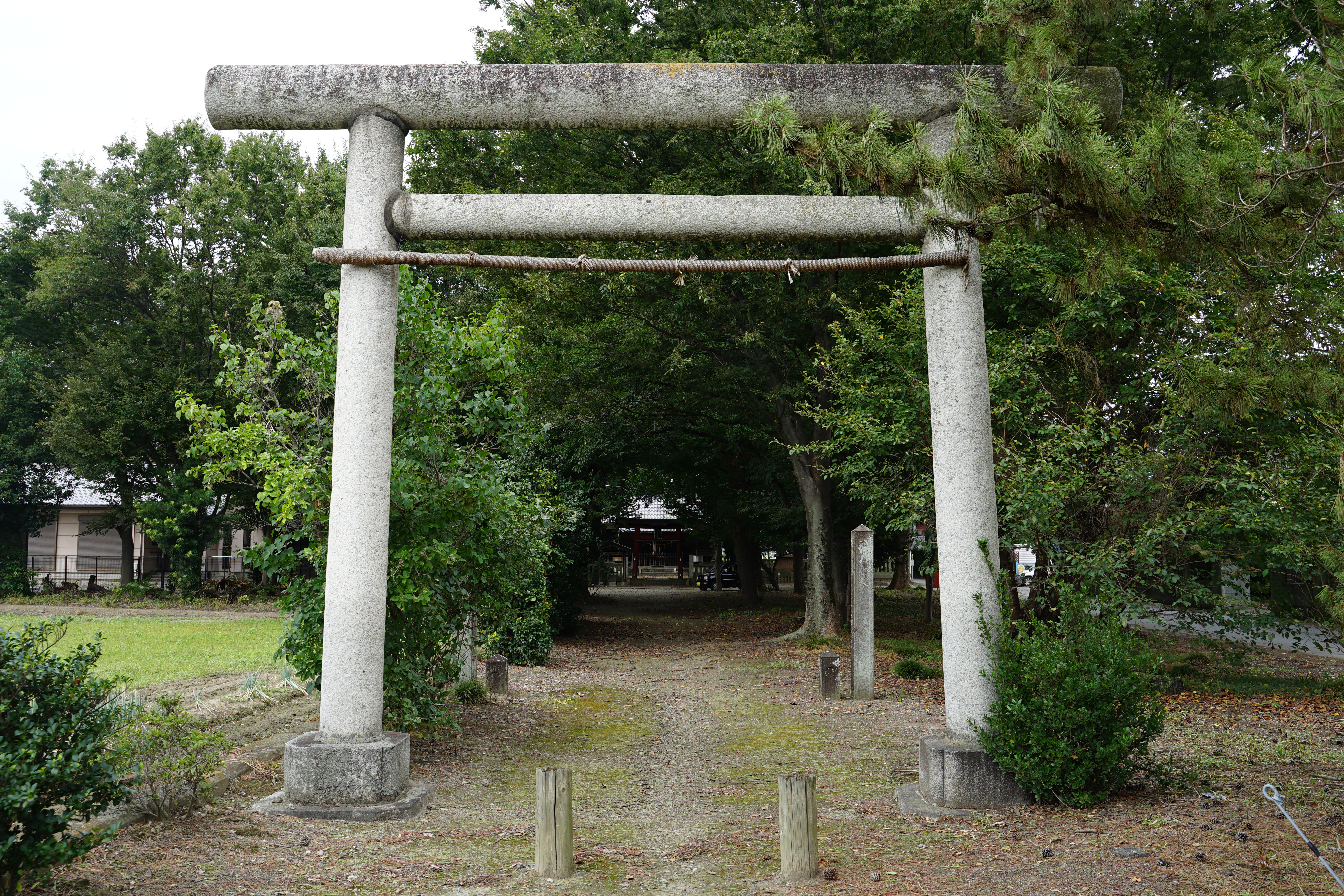
一の鳥居
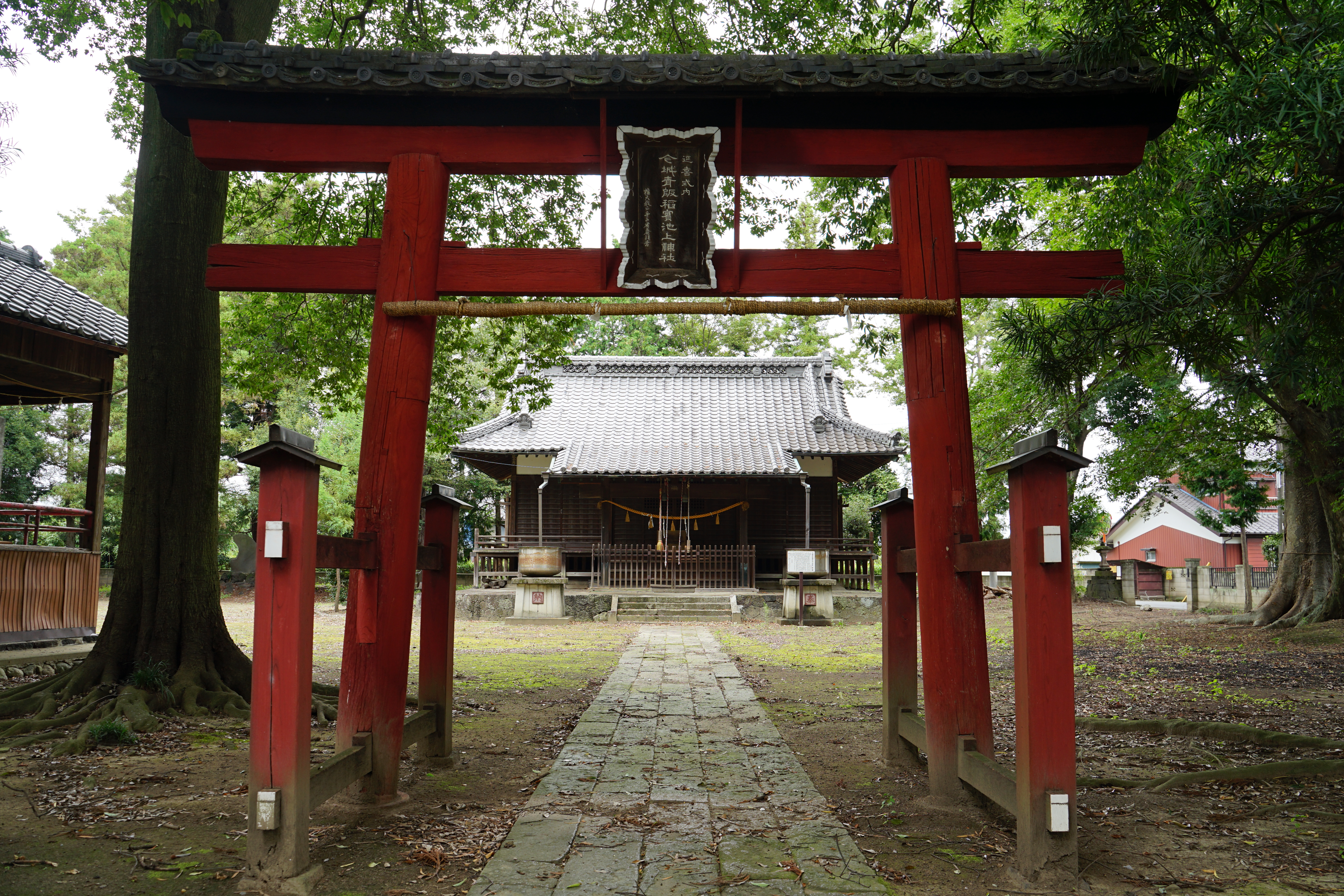
二の鳥居
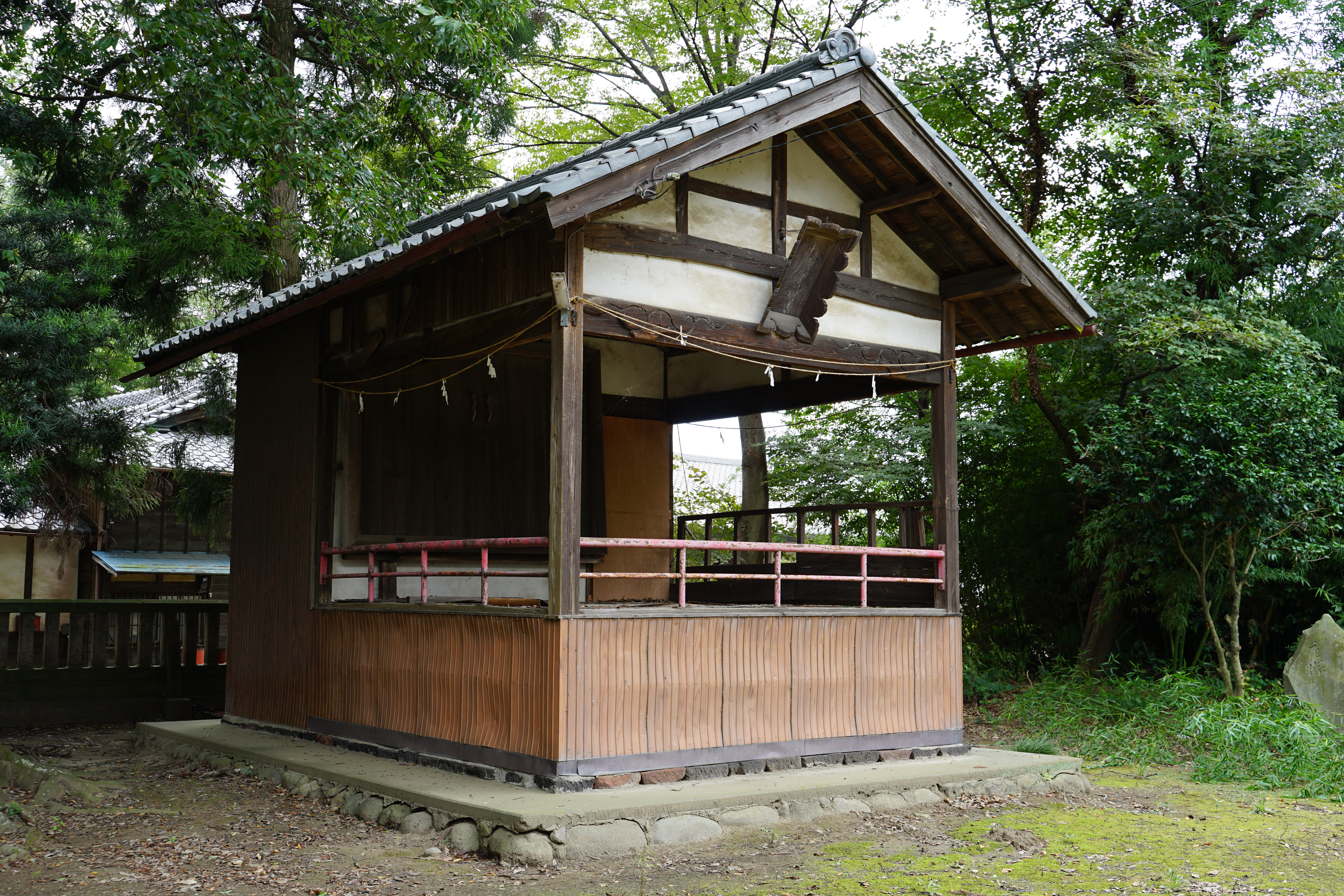
神楽殿

## 祭神

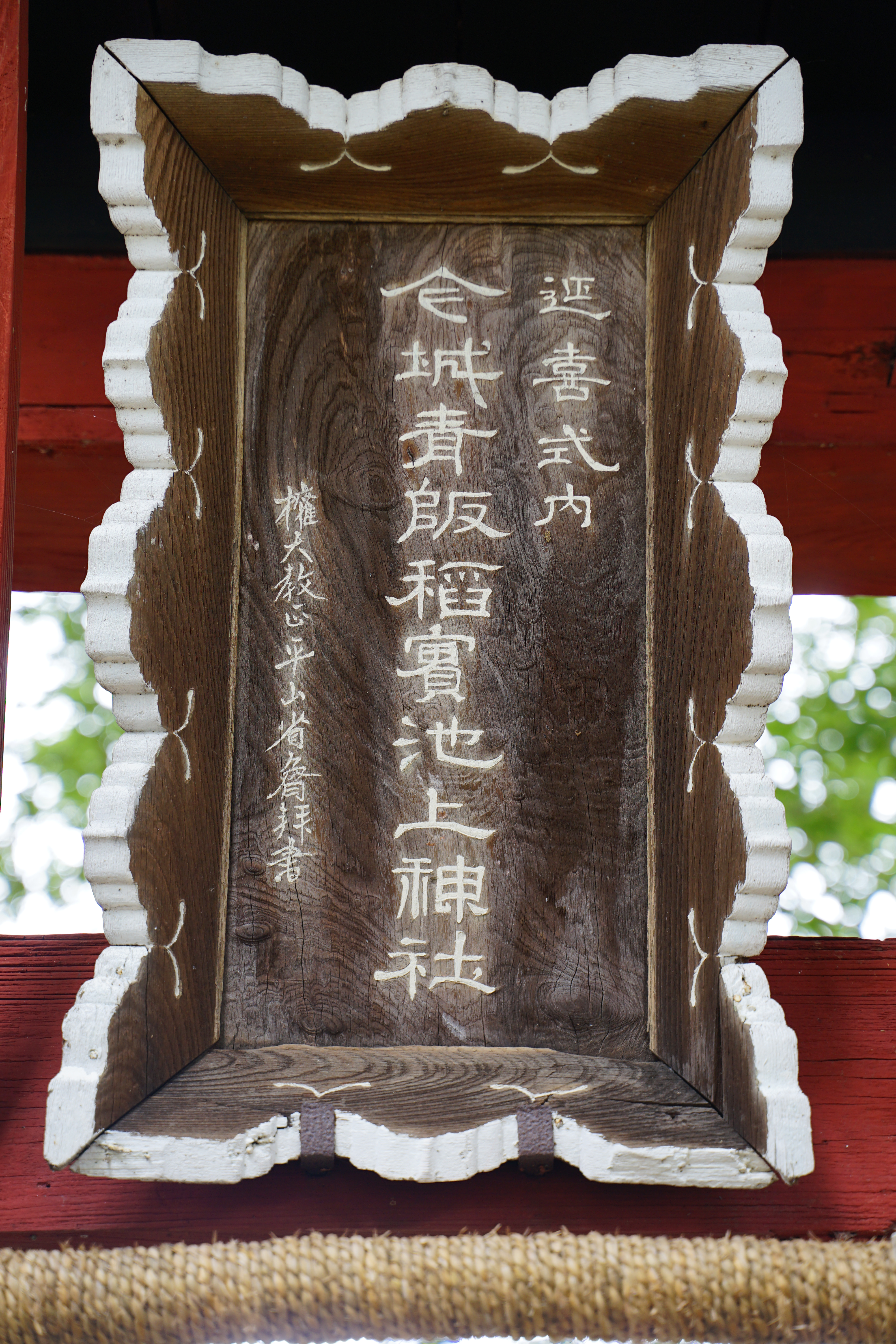
一の鳥居の扁額

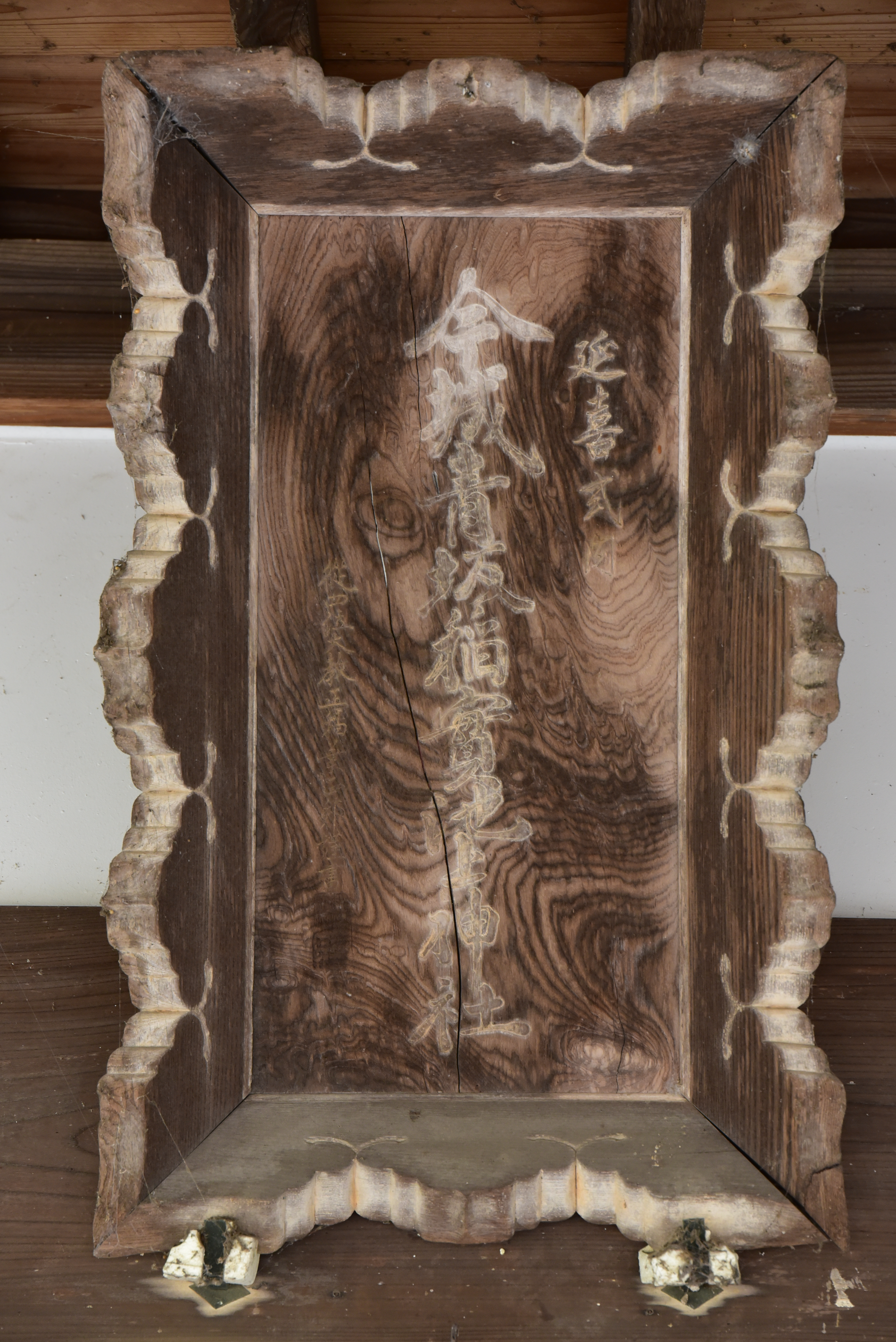
拝殿の扁額

## 境内社

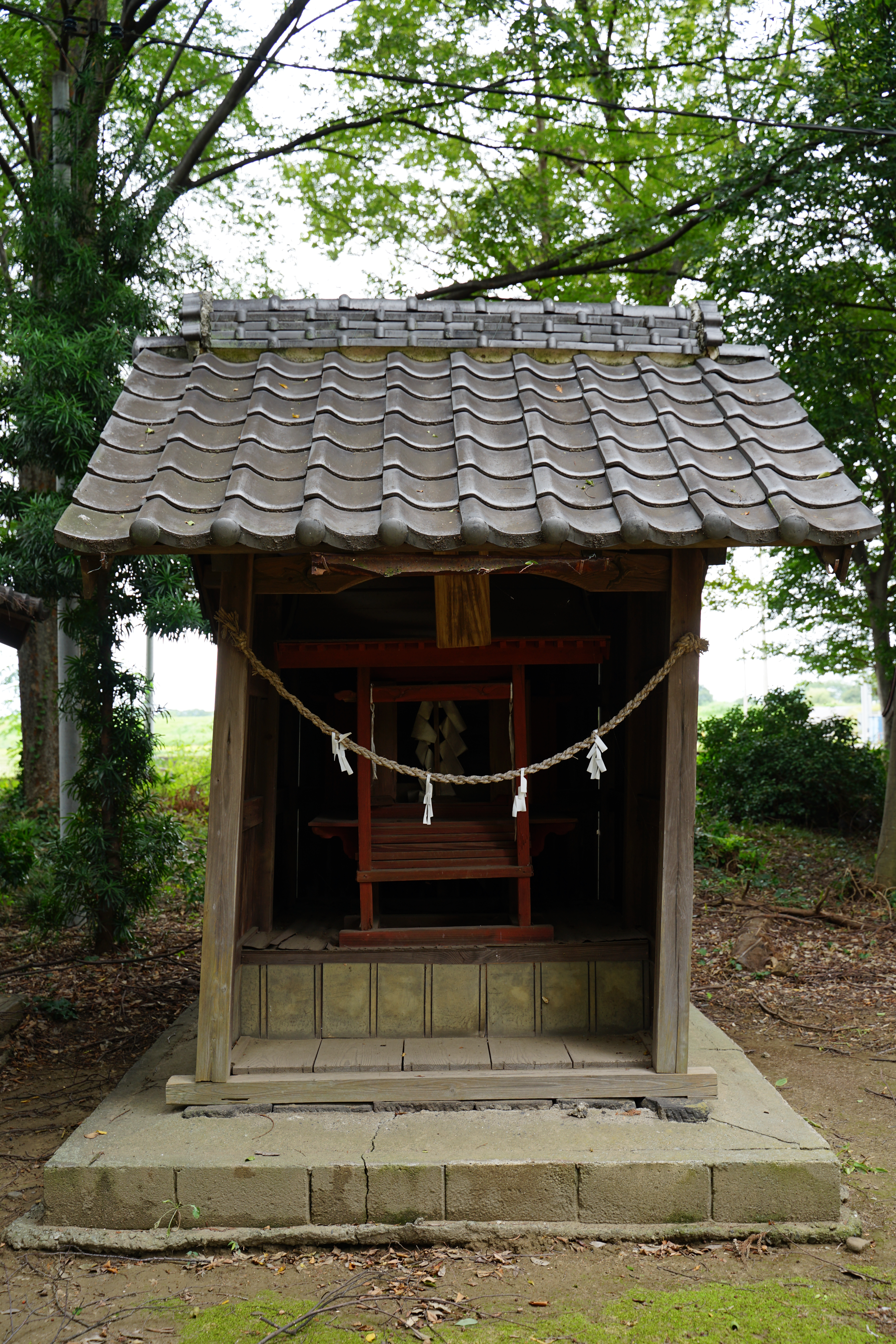
八坂社
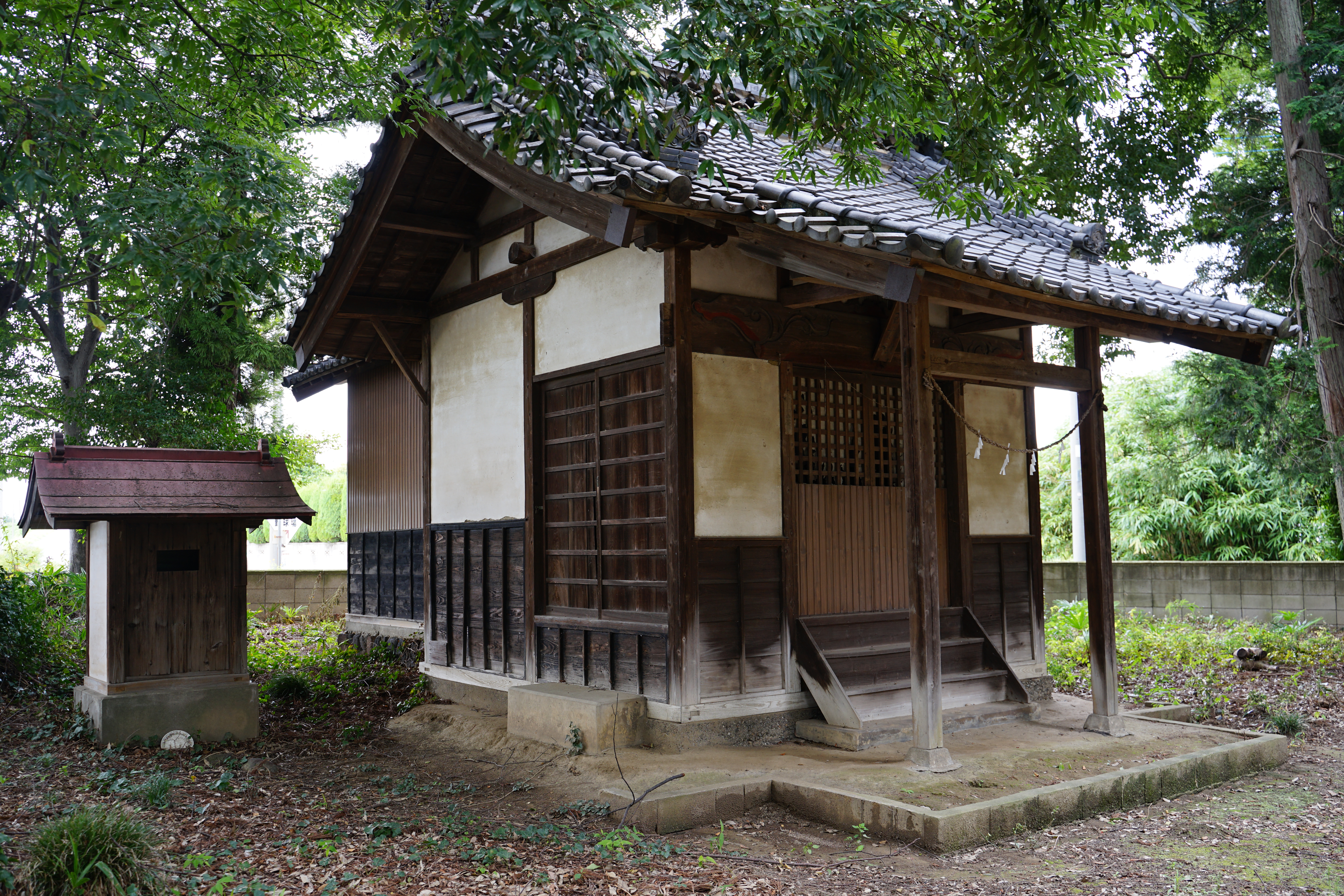
宮西神社

## 祭神[1]
- 伊吹戸主命（いぶきどぬしのみこと）

合祀
- 豊受姫命（とようけひめのかみ）

## 境内社[3]
- 八坂神社  （祭神）須佐之男命
- 雷電神社  （祭神）八雷神
- 宮西神社  （祭神）薬祖神

- 八坂社
- 宮西神社

## 行事[1]
- 歳旦祭（1月2日）
- 祈年祭（3月17日）
- 大祓式（6月30日）
- 斎田祭（7月25日）
- 例大祭（10月17日に近い日曜日）
- 新嘗祭（11月27日に近い日曜日）
- 大祓式（12月29日）

## 交通
- JR高崎線神保原駅から上里町バスこむぎっち号（北部ルート）「ウニクス」行に乗車。「池上神社」下車。
- JR高崎線神保原駅から徒歩25分（1.9km）